# Estación de Fòrum
Fòrum es una estación de la línea T4 del Trambesòs de Barcelona. Está ubicada sobre la avenida de Eduard Maristany, entre su intersección con la calle de San Ramón de Peñafort y la Rambla de Prim, en el distrito de San Martín. 
Recibe su nombre por encontrarse frente al edificio Fórum, donde de celebró el Fórum Universal de las Culturas 2004.

## Historia
Esta estación entró en servicio con el estreno del primer tramo del Trambesòs. Dicho tramo fue inaugurado el 8 de mayo de 2004 (el día antes de la apertura del Fórum de las Culturas) por el entonces alcalde de Barcelona, Joan Clos y el consejero de Política Territorial y Obras Públicas de la Generalidad de Cataluña y presidente de la ATM, Joaquim Nadal.

## Líneas
| << cabecera | < estación | línea | estación >            | cabecera >>           |
| ----------- | ---------- | ----- | --------------------- | --------------------- |
| Verdaguer   | El Maresme |       | Campus Diagonal-Besòs | Estació de Sant Adrià |